# Bibó Lajos (író)
Barátosi Bibó Lajos (Hódmezővásárhely, 1890. december 20. – Hódmezővásárhely, 1972. október 27.) magyar író, drámaíró, újságíró, színházi lapszerkesztő.

## Élete
Családja Székelyföldről származott. Nagyapja Bibó László iskolamester (1820-1903) volt, édesapja Bibó Lajos tanító, aki feleségül vette Székely Katalint. Öt gyermekük született, Erzsébet, Dezső, Lajos, László és Gábor.
Bibó Lajos hétéves korától írt verseket. Gimnáziumi tanulmányait a hódmezővásárhelyi Bethlen Gábor Református Gimnáziumban végezte. Ekkortájt már lírai és drámai költeményeket is írt. 18 éves volt, amikor első elbeszélése megjelent. Kolozsváron hallgatott jogot.
1908-ban beküldte néhány novelláját és versét a Nyugat c. folyóiratnak közlésre, azonban nem jelentették meg. Később nem is próbálkozott náluk. 1909-től újságíró lett az apja által szerkesztett Hódmezővásárhely és Vidékénél. 1910-1914 között a Szegedi Napló, majd 1911-14-ben a Szegedi Híradó munkatársa. Az Irodalmi Tetőnek becézett kiskocsmában találkozott Juhász Gyulával, akivel barátságot kötöttek. 1913. októberétől 1918 őszéig katonaként szolgált. 1917-ben vette feleségül Pill Arankát.

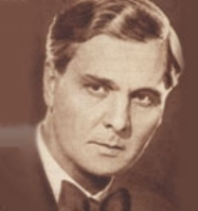
Az 1920-as években

1918-ban Szegedre került, ahol ősztől a Tűz című kiadványt, a polgári forradalom első szegedi orgánumát szerkesztette, ez azonban hamarosan megszűnt. 1919-ben a Szeged és Vidéke felelős szerkesztője volt, majd Budapestre költözött. A Horthy-korszakban főként jobboldali lapoknál dolgozott, 1919-ben a Virradat szerkesztője, 1920-1931 között a Nemzeti Újság, 1933-1944 között a Budapesti Hírlap, majd az Esti Újság főmunkatársa volt. Paraszti tárgyú regényeivel és színpadi műveivel korszakának népszerű írói közé tartozott.
1943. október 24-én vasárnap délután ünnepelte Hódmezővásárhely szülöttének, Bibó Lajosnak 30 éves írói jubileumát. Az ünnepségen megjelent Antal István nemzetvédelmi propagandaminiszter is. Hódmezővásárhely üdvözlését Endrey Béla polgármester tolmácsolta, majd Németh Antal, a Nemzeti Színház igazgatója Bibó Lajos drámaírói működését méltatta. Kolosváry-Borcsa Mihály, a sajtókamara elnöke, a magyar sajtó nevében köszöntötte.
Budapesten már írásaiból nem tudott megélni, fizikai munkákból tartotta fenn magát. Tisza Kálmán tér 15. szám alatti lakását bombatalálat érte, így a megmaradt tárgyak és könyve eladásából próbált pénzhez jutni. 1943-ba visszatért szülővárosába, először a Zrínyi utcai szülőházát próbálta visszavásárolni, azonban ez nem sikerült, így a Kistópart utca 36. számú házba költözött be. 1945 után visszavonultan élt Hódmezővásárhelyen, ismét fizikai munkákat vállalt. 1953-ban a Levelényi Állami Gazdaság vajháti üzemegységében rizsaratóként dolgozott, majd a földmérőknél kapott munkát.
Gyakori vendég volt nyaranta a Fekete Sas (akkoriban Béke étterem) teraszán vagy télen a kedvenc asztalánál, ahol sokszor fogadta ismerőseit és barátait. Rendszeresen meglátogatották őt fiatalok, festők és irodalom iránt érdeklődők is, akikkel hosszasan elbeszélgetett.
1954. június 20-án elhunyt felesége, ezután újból megnősült, a hadiözvegy Diószegi Lajosné Szőke Erzsébetet vette nőül. Az 1950-es évek második felében a megyei lap egy ideig közli Emlékezés a régiekről című sorozatát, majd váratlanul megszakítja. Bibó érdeklődésére kitérő választ kapott és perre ment, amit dr. Simonffy Györgynek köszönhetően megnyert, azonban nem publikálhatott itt többé. Élete végére teljesen megvakult.
Végakarata az volt, hogy temetése szerény körülmények között történjen. Istenhívő volt, azonban sem egyházi, sem világi szertartást nem kért. 1973. november 17-én helyezték örök nyugalomra a Dilinka temetőben szűk családi és baráti körben. Ezután a ravatalozó előtt Fábián Zoltán, a Magyar Írók Szövetségének titkára, a sírnál dr. Sipka Sándor egyetemi adjunktus búcsúztatta.
Sipka Sándor a következőket írta Bibó életművéről: „A jellegzetes parasztábrázolás mellett egyedi vonása Bibó Lajos szépirodalmi munkásságának az a városkép is, amely a századeleji Vásárhelyről villan föl olykor, életrajzi vonatkozású regényeiben.” Kéziratban maradt több regénye, elbeszélése és egy színmű is.
1990-ben megkapta a „Hódmezővásárhely Díszpolgára” címet.

## Művei

### Regények, novellák
- A fáklya füstölve ég… (elbeszélés, Budapest, 1923)
- Ladikon az ősmagyar hazába (ifjúsági regény, Budapest, 1925)
- A föld (novellák, Budapest, 1927)
- Meg kell a szívnek hasadni (regény, Budapest, 1929)
- Anyám (regény, Budapest, 1929)
- Kétlelkű szerelem (regény, Budapest, 1930)
- A nagy találkozás (regény, 1932)
- Mindhalálig (regény, Singer és Wolfner, Budapest, 1933)
- A fekete bég (ifjúsági regény, Budapest, 1933)
- Vihartvetők (regény, Budapest, 1933)
- A halott szerető (regény, Budapest, 1934)
- A búzát azért learatják (regény, Budapest, 1934)
- A vetés megérik (1934)
- Nincs irgalom (regény, Budapest, 1936)
- Anna tekintetes úr (1937)
- A gyerek (regény, Budapest, 1938)
- A Lélek megmenekül (1938)
- Utolsó kaland (regény, Budapest, Stádium Sajtóvállalalt Rt., 1940)
- Halovány virág (regény, Budapest, Stádium Sajtóvállalalt Rt., 1940)
- Fekete napok (regény, Budapest, 1941)
- A föld fia (regény, Budapest, Stádium Sajtóvállalalt Rt., 1941)
- Örvény (elbeszélés, Budapest, 1942)
- Vitéz Thury György (regény, Budapest, 1942)
- A láp (regény, Budapest, 1943)
- Sötét hajnal (regény, Budapest, Stádium Sajtóvállalalt Rt., 1943)
- Subások (elbeszélés, Budapest, 1968)

### Színpadi művei
- A juss (színmű, Budapest, 1925)
- Báthory Zsigmond (színmű, Budapest, 1927)
- A csodadoktor (színmű, Budapest, 1931)
- Az egyetlen asszony (színmű, Budapest, 1932)
- Üveghintó (színmű, Budapest, 1937)
- Eszter (színmű, Budapest, 1937)
- Sasfészek (színmű, Budapest, 1940)
- Hibások (színmű, Budapest, 1942)
- Napfoltok (dráma, 1944)

### Forgatókönyvei
- Mihály lovat akar
- A kenyér
- Két novella (1972)

## Díjai
- Budapest Székesfőváros Irodalmi nagydíja (1927)
- Hódmezővásárhely díszpolgára (1990)

## Emlékezete
- 1990-ben, az író születésének centenáriumán avatták fel az emléktábláját. A domborművet Erdős Péter hódmezővásárhelyi művész, a faragott oszlopokat a mártélyi Nagy István készítette.
- Hódmezővásárhelyen utca őrzi nevét.